# 機関車体育団
機関車体育団(Kigwancha Sports Club)は、北朝鮮のサッカークラブである。1956年創設。最上級蹴球連盟戦に所属。
ホームタウンは平安北道の新義州。

## タイトル
- 最上級蹴球連盟戦:5
  - 優勝:1996，1997，1998，1999，2000

## 歴代所属選手
- Pak Chol-Ryong